# São Martinho (Alcácer do Sal)
San Martín (en portugués São Martinho) es una freguesia portuguesa del municipio de Alcázar del Sal con 83,86 km² de área y 562 habitantes (2001). Densidad: 6,7 hab/km².
- Datos: Q1474488
- Multimedia: São Martinho (Alcácer do Sal) / Q1474488